# 阿納雷冰原島峰
69°58′S 64°37′E / 69.967°S 64.617°E
阿納雷冰原島峰（英語：Anare Nunataks）是南極洲的冰原島峰，位於麥克羅伯特森地，處於斯蒂尼爾冰原島峰以南30公里，該山峰以澳大利亞探險隊的英文縮寫命名。